# Goodsprings, Nevada
Goodsprings är en by i Nevada, USA.
Första bosättaren var Joseph Good och byn ligger vid foten av Spring Mountains, därav namnet Goodsprings. Byn, som grundades 1904, byggdes då det behövdes fler bostäder för dem som jobbade i gruvorna i berget. Järnvägen till Las Vegas går genom byn. Goodsprings Schoolhouse, som är med i National Register of Historic Places, byggdes 1913 och används ännu som skola. Pioneer Saloon i byn, en av de äldsta saloonerna fortfarande i bruk, byggdes 1913.
Skådespelerskan Carole Lombard omkom i en flygolycka i närheten av byn, då flygplan TWA Flight 3 kraschade i Potosi Mountain den 16 januari 1942. Ett räddningsuppbåd skickades ut från byn vid olyckan.

## Populärkultur
I spelet Fallout: New Vegas finns en postapokalyptisk och retro-futuristisk version av Goodsprings, som också har likheter med verklighetens Goodsprings. Där finns både saloon och skolhus som liknar de som finns i verkligheten, och även i spelet ligger en diversehandel vid saloonen. I spelet ligger byn söder om New Vegas, Fallout-världens Las Vegas.

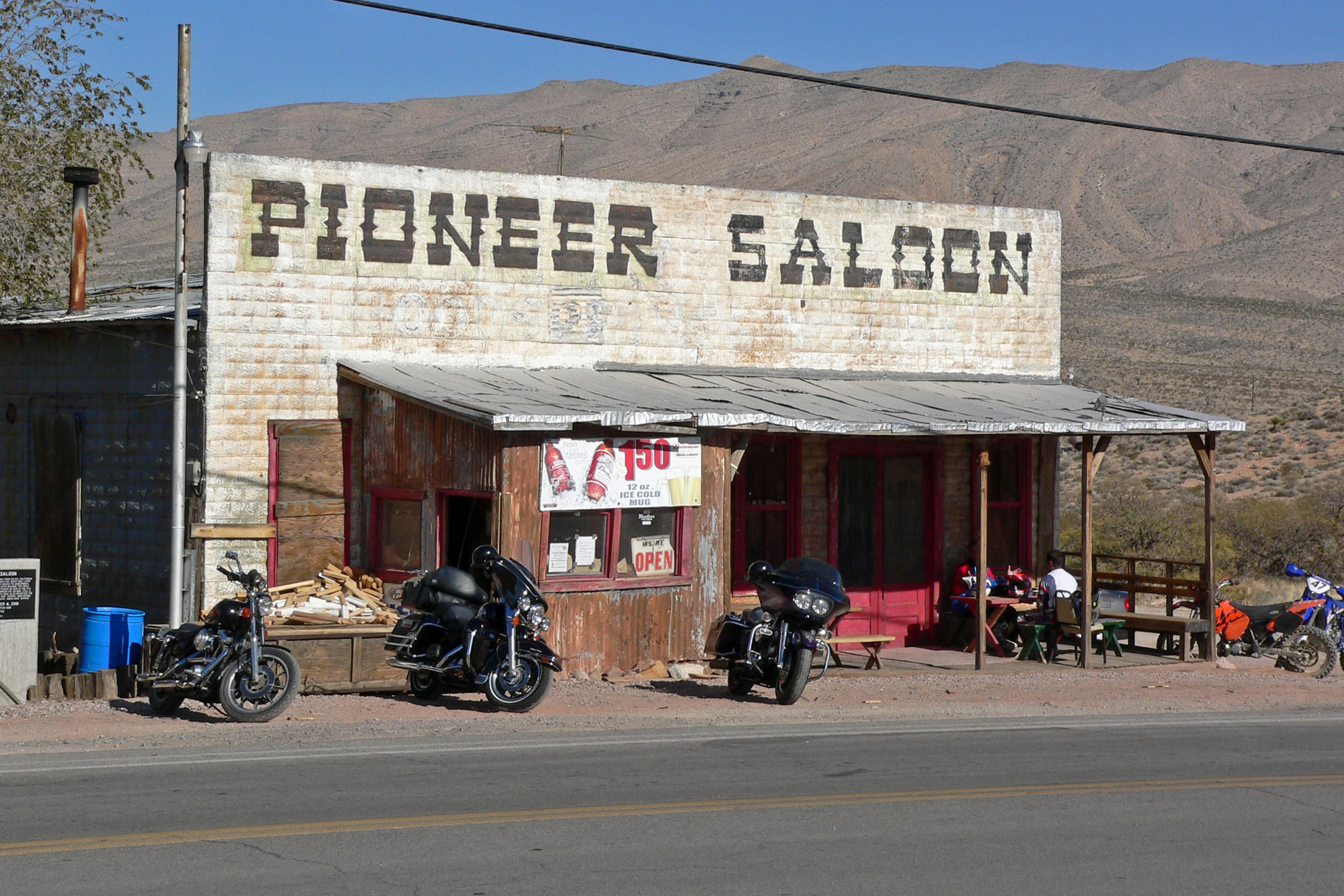
Pioneer Saloon
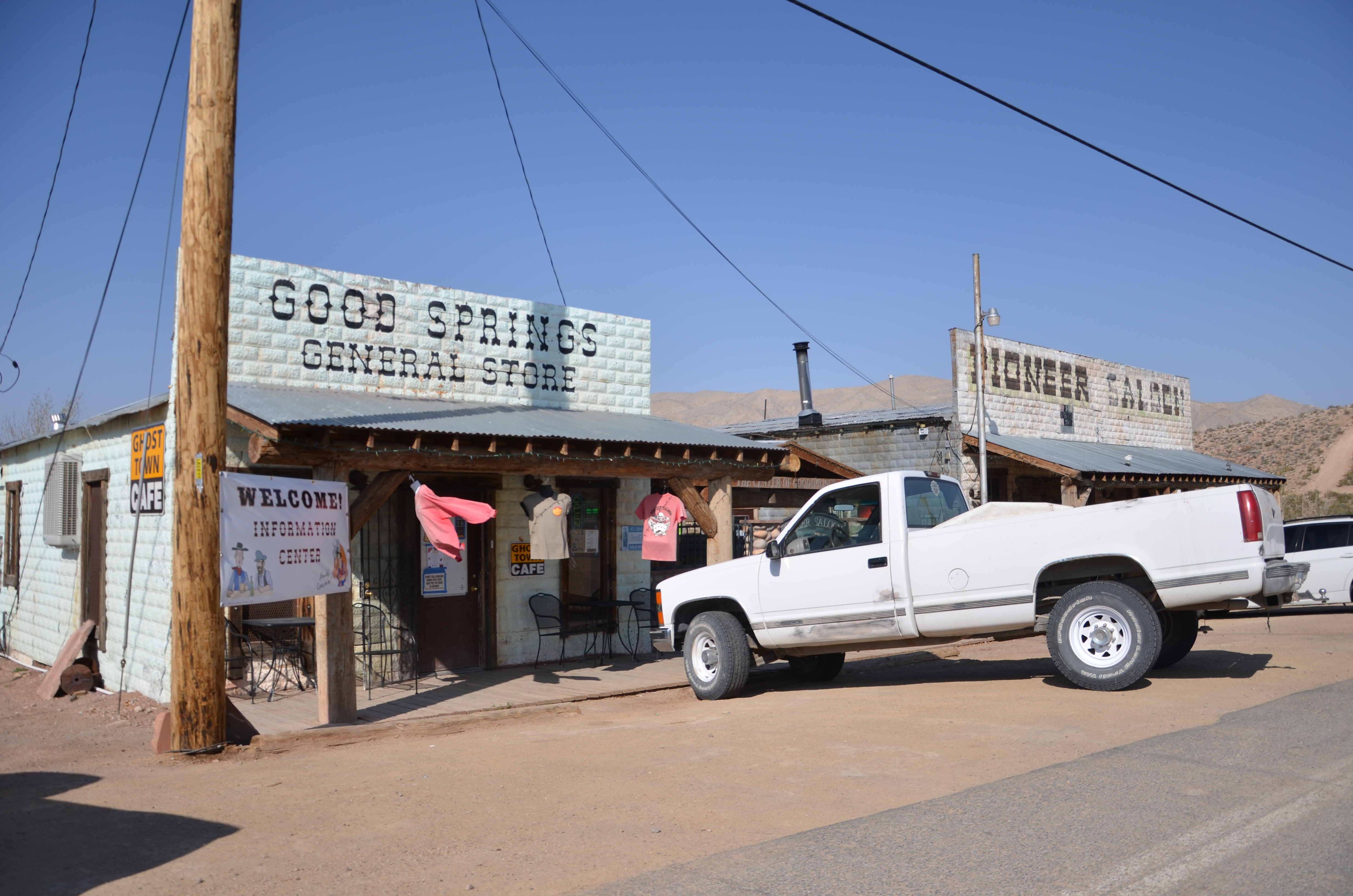
Pioneer Saloon och General store
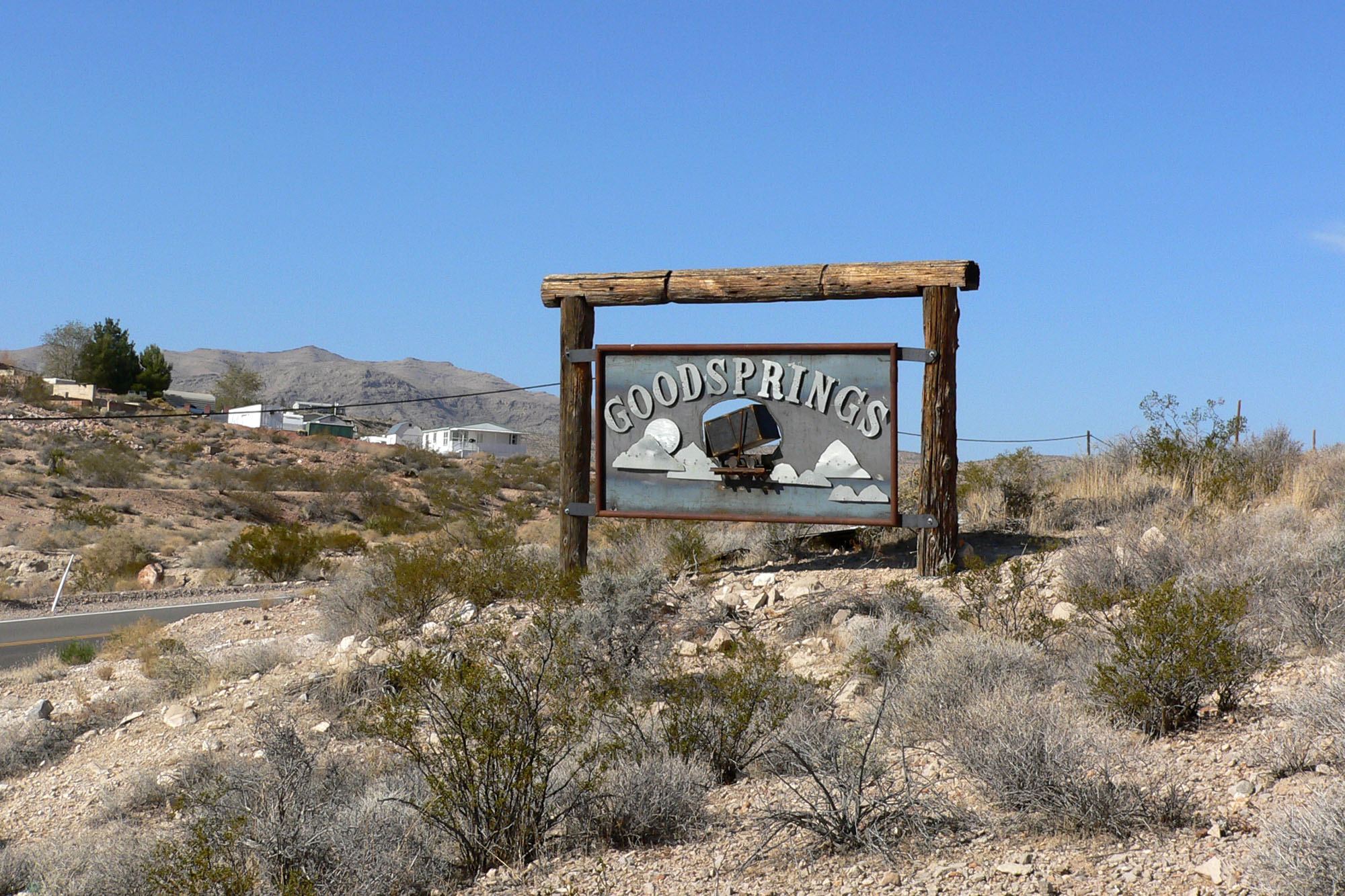
Goodsprings skylt